# Otto Mencke
Otto Mencke (in tedesco  /ˈmɛŋkə/; Oldenburg, 22 marzo 1644 – Lipsia, 18 gennaio 1707) è stato un filosofo e matematico tedesco.

## Biografia
Mencke ottenne il dottorato presso l'Università di Lipsia nell'agosto del 1666 con la tesi intitolata: Ex Theologia naturali - De Absoluta Dei Simplicitate, Micropolitiam, idest Rempublicam In Microcosmo Conspicuam.
Noto per esser stato il fondatore della rivista scientifica in Germania, fondata nel 1682, intitolata Acta Eruditorum. Fu professore di filosofia morale presso l'Università di Lipsia, ma è più noto nel campo scientifico dove influenzo anche noti matematici come Carl Friedrich Gauss e David Hilbert.
Isaac Newton e Mencke erano in corrispondenza nel 1693.